# Cemetery (Silverchair)
Pour les articles homonymes, voir cemetery.
Cemetery est une chanson du groupe Silverchair parue sur leur deuxième album, Freak Show (1997). Elle a été republiée en 2000 sur Best of Volume 1.
Dans la critique de l'album de Rolling Stone, la chanson est décrite comme une ballade progressive.

## Création
Cemetery est d'abord composée par Daniel Johns comme une pièce acoustique solo. Johns n'avait pas l'intention de l'intégrer à l'album. Il avait peur de présenter une création aussi douce et délicate, craignant le ridicule. Cependant, la presentation de la pièce aux autres membres du groupe a été reçue avec une grande joie.

## Reprises
La chanson est reprise par The Brave sur l'album Spawn (Again).

## Palmarès
| Palmarès (1997)          | Position maximale |
| ------------------------ | ----------------- |
| Australian Singles Chart | 5                 |

## Certifications
| Région                                                                  | Certification | Ventes/Streams |
| ----------------------------------------------------------------------- | ------------- | -------------- |
| Australie (ARIA)                                                        | Or            | 35 000^        |
| ^Mise en rayon selon la certification xNon précisé par la certification |               |                |